# كيس دهني
يعتبر الكيس الزهمي أو الكيس الدهني مصطلحًا عامًا قد يشير إلى أحد من:
- كيس بشرانية (كيس نخاعية، أو كيس قُمعي).
- كيس دعاميّ (كيس غمد جذر الشعرة، أو كيس عنق الشعرة).

ومع ذلك، النوعان السابقان لا يحتويان على الزهم (الدهن)، بل يحتويان على الكيراتين، كما أنهما لا ينشآن من غدة زهمية أساسًا، (الكيس البشراني ينشأ من البشرة، والكيس الدعاميّ ينشأ من جراب الشعرة)، لذلك لا يتعبر أي منهما فعليًا كيسًا زهميًا. الكيس الزهمي الحقيقي الناشئ من الغدة الزهمية التي تحتوي على الدهن الزهمي، هو قليل الحدوث، ويعرف أيضًا باسم الورم الكيسي الدهني، أو باسم الورم الكيسي الدهني المتعدد في حالة تعددها؛ لذلك تم اصطلاح المصطلح "الكيس الزهمي"، وأنه مختلف عن الكيس البشرانية أو الكيس الدعامية ولا يستعمل لوصفها: 31، وبالرغم من ذلك لا يزال الخلط بالاستعمال موجودًا.

## العلامات والأعراض

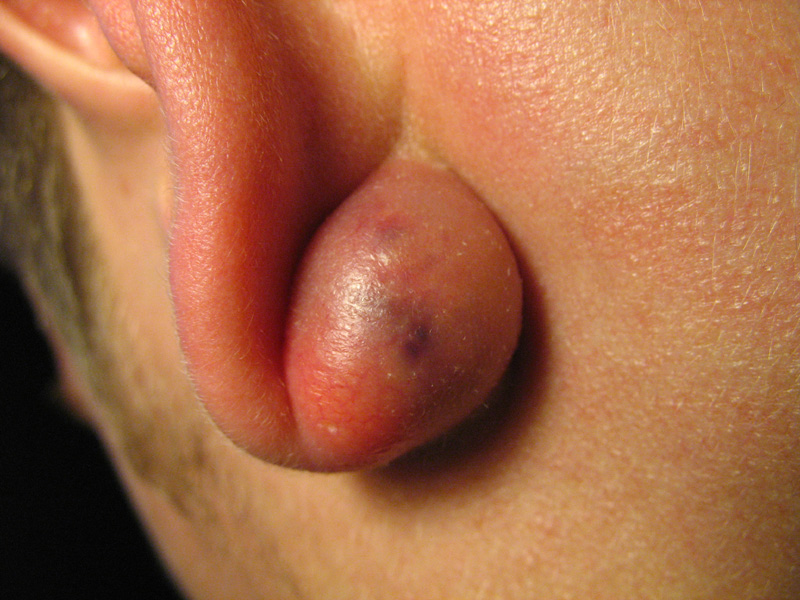
كيس زهمي ملتهب يحتوي خراجا تم استئصاله من خلف أذن المريض

تشمل أكثر الأماكن تعرضًا للإصابة بكيس زهمي؛ فروة الرأس، الأذنين، الظهر، الوجه، وأعلى الذراع، بالرغم من إمكانية إصابة أي جزء من الجسم بها باستثناء الكفيّن والأخمصين. وفي الذكور، يكون الصدر والخصيتين معرضتين للإصابة بالأكياس الزهميّة. ولأنها تكثر في المناطق كثيفة الشعر، فإنها تعرض المنطقة المصابة مباشرة لفقدان الشعر إذا طالت فترة الإصابة. 
وبشكل عام الأكياس الزهميّة ناعمة الملمس، ذات أحجام مختلفة، ولها شكل كروي نوعًا ما. وتمتاز الأكياس الزهمية بأنها كتل متحركة، وتتكون من:
- أنسجة ليفية وسوائل.
- دهنيات (كيراتين) تشبه الجبن الأبيض، لذلك يمكن تسمية الكيس بالكيس الكيراتيني، وتمتاز هذه المادة بشناعة رائحتها ومشابهتها لرائحة الأرجل.
- سوائل لزجة قيحية قد يخالطها بعض الدم.

وتختلف مكونات الكيس الزهميّ، ومكونات حوصلته، باختلاف حالته إن كان متلهبًا أم لا. جراحيًا، يمكن استئصال الكيس بمكوناته، وإذا كان الكيس ملتهبًا فإنه معرض للانفجار أثناء عملية الاستئصال. وإذا استئصل الكيس فإنه لن يعود، ولكن يمكن ظهور كيس مشابه له آخر بنفس المنطقة إذا توافرت ظروف مناسبة.

## الأسباب
تُعدّ أهم الأسباب؛ انسداد مجرى الغدة الزهميّة، انتفاخ بصيلة الشعر، ارتفاع نسبة هرمون التستوستريون بالدم نتيجة استخدام الستيرويدات البنائية. أشارت إحدى الورقات العلمية إلى كيس زهميّ نتج بعد قرصة من ذبابة النبر (ذبابة تصيب الخيول). ومن الأسباب الوراثية للكيس الزهمي؛ متلازمة جاردنر، ومتلازمة وحمة الخلايا القاعدية.

## الأنواع

### الكيس الدعامي
تحدث 90% من حالات الكيس الدعامية في فروة الرأس، وتتوزع أيضًا على الوجه، الجذع، والأطراف: 1477. وتكثر الأكياس الدعامية بشكل بارز في الإناث، وتميل إلى التوارث بصيغة جسدية سائدة: 1477. وفي معظم الحالات تظهر أكياس دعامية متعددة دفعة واحدة: 1477.

## العلاج
بشكل عام لا تحتاج الأكياس الزهمية لعلاج ما لم تستمر بالنمو وأصبحت شنيعة المظهر، وأدت إلى آلام والتهبت. العلاج الجراحي:

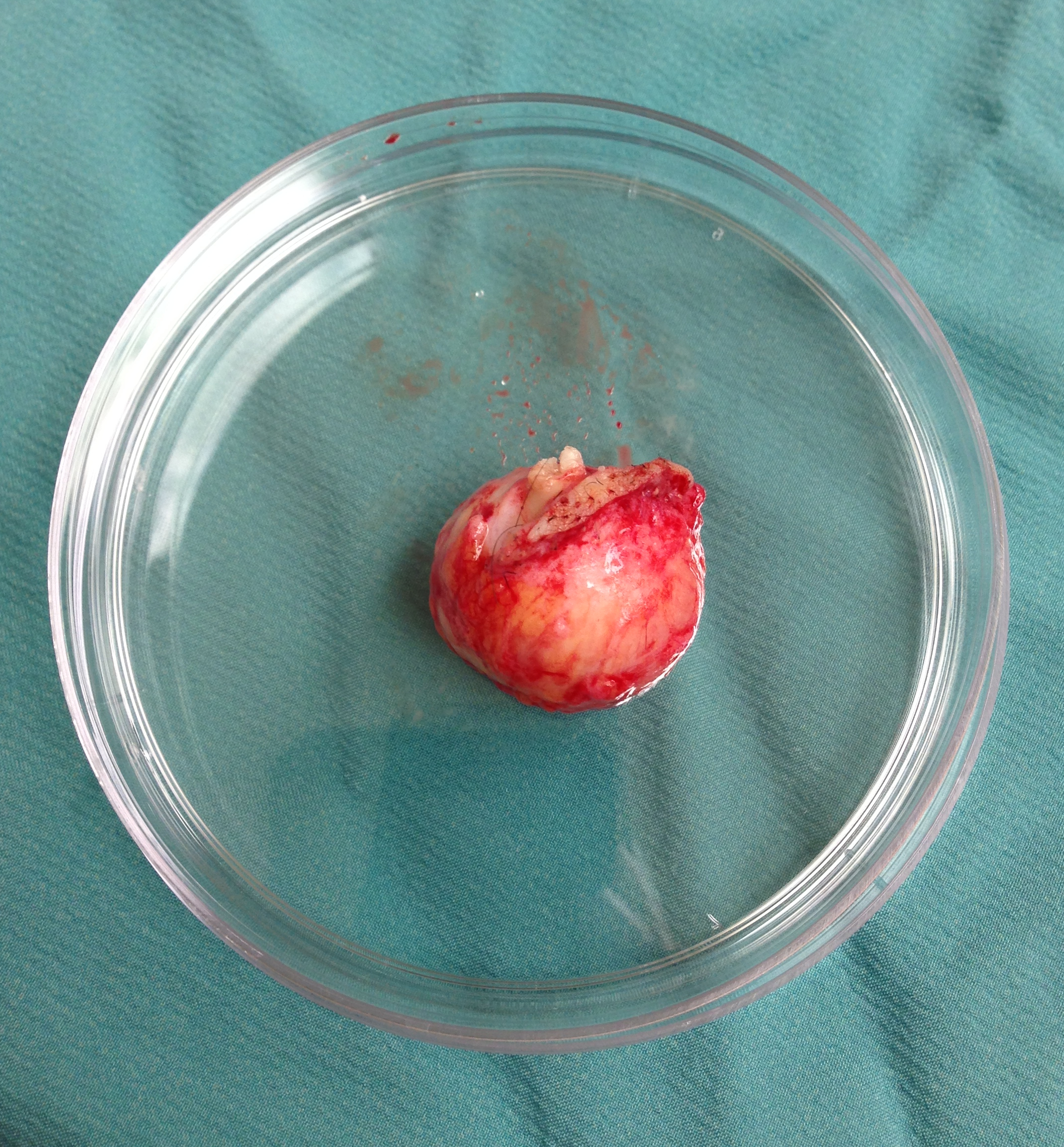
صورة كيس زهمي استؤصل جراجيا

يُستأصل الكيس الزهمي بجميع محتوياته بعملية جراحية بسيطة. يوجد ثلاث مقاربات لذلك؛ استئصال واسع، استئصال محدود، اسئصال عبر خزعة المقراض. نموذجيًا، يتم تخدير المنطقة المصابة موضعيًا، ثم جرح الكيس باستخدام المشرط الجراحيّ سواء بإحداث شق إلى منتصف الانتفاخ أو بإحداث شق بيضاويّ الشكل على جانبي النقطة المركزية، ثم تتم إزالة الكيس بمحتوياته. إذا تمت إزالة الكيس كليًا فإن الشفاء تام. لكن إن صعُب إستئصاله كليًا فيبقى هناك احتمالية لعودته. وبعد ذلك تعقم المنطقة ليتم بعد ذلك خياطة الجرح. بعد انتهاء العملية يوجد احتمالية بقاء ندبة مكان الجرح. ويغطى الجرح لمدة 7 إلى 10 أيام بضمادة يتم استبدالها عدة مرات. قد يُعطى المريض مضادات حيوية إذا كان الكيس ملتهبًا قبل أو بعد العملية، وخصوصًا إذا تشكل قيح. ويقوم بعض الجراحين بأسلوب الجرح بدلاً عن استئصال الكيس.

## روابط خارجية
- Overview at University of Maryland Medical Center
- Epidermal Inclusion Cyst في موقع إي ميديسين